# Traseu de drumeție pe distanțe lungi

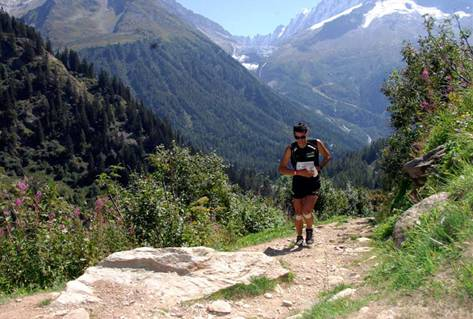
Turul Mont-Blanc (TMB) Traseu de drumeție pe distanțe lungi

Un traseu de drumeție pe distanțe lungi este un traseu de drumeție în linie sau în buclă care nu poate fi parcurs într-o singură zi și, prin urmare, trebuie parcurs în etape. Acesta poate traversa mai multe regiuni și ține de mai multe subdiviziuni administrative.